# Nesillas typica
El zarzalero malgache (Nesillas typica) es una especie de ave paseriforme de la familia Acrocephalidae propia de Madagascar y las Comoras.  